# Juha Salonen
Juha "Pupu" Salonen , (* 16. října 1961 Loimaa, Finsko) je bývalý reprezentant Finska v judu.

## Sportovní kariéra
Jeho sportovní život je spjat s dojo Chikara v Helsinkách. Jako 20letý mladík šokoval bronzovou medaili z mistrovství světa v roce 1981 a na dobrých deset let si udržoval kvalitní sportovní úroveň, která mu vynesla tři olympijské účasti. Vrcholem jeho kariéry bylo domácí vítězství na mistrovství Evropy v roce 1989. Sportovní kariéru ukončil po olympijských hrách v Barceloně v roce 1992. Dvě olympijská období vedl finskou reprezentaci a působil v rodném dojo jako trenér.

## Výsledky

### Váhové kategorie
| Turnaj             | 1981       | 1982       | 1983       | 1984       | 1985       | 1986       | 1987       | 1988       | 1989       | 1990       | 1991       | 1992       |
| Turnaj             | 20         | 21         | 22         | 23         | 24         | 25         | 26         | 27         | 28         | 29         | 30         | 31         |
| Turnaj             | těžká váha | těžká váha | těžká váha | těžká váha | těžká váha | těžká váha | těžká váha | těžká váha | těžká váha | těžká váha | těžká váha | těžká váha |
| ------------------ | ---------- | ---------- | ---------- | ---------- | ---------- | ---------- | ---------- | ---------- | ---------- | ---------- | ---------- | ---------- |
| Olympijské hry     |            |            |            | —          |            |            |            | 7.         |            |            |            | úč.        |
| Mistrovství světa  | 3.         |            | úč.        |            | úč.        |            | úč.        |            | —          |            | 5.         |            |
| Mistrovství Evropy | ?          | 7.         | úč.        | —          | 3.         | —          | ?          | 5.         | —          | —          | —          | —          |

### Bez rozdílu vah
| Turnaj             | 1981 | 1982 | 1983 | 1984 | 1985 | 1986 | 1987 | 1988 | 1989 | 1990 | 1991 | 1992 |
| Turnaj             | 20   | 21   | 22   | 23   | 24   | 25   | 26   | 27   | 28   | 29   | 30   | 31   |
| ------------------ | ---- | ---- | ---- | ---- | ---- | ---- | ---- | ---- | ---- | ---- | ---- | ---- |
| Olympijské hry     |      |      |      | úč.  |      |      |      |      |      |      |      |      |
| Mistrovství světa  | úč.  |      | úč.  |      | úč.  |      | úč.  |      | úč.  |      | —    |      |
| Mistrovství Evropy | ?    | —    | 3.   | —    | úč.  | —    | úč.  | ?    | 1.   | 7.   | —    | —    |